# Дејвид Коренсвет
Дејвид Пакард Коренсвет (енгл. David Packard Corenswet; Филаделфија, 8. јул 1993) амерички је глумац. Познат је по улози Супермена у филму Супермен (2025).

## Биографија
Рођен је 8. јула 1993. у јеврејској породици у Филаделфији. Студирао је на Универзитету Пенсилваније годину дана, након чега се пребацио у Школу Џулијард.
У марту 2023. оженио се Џулијом Бест Ворнер у Њу Орлеансу. Направили су међуверско венчање уз њене католичке обичаје и његове јудаистичке обичаје. Службу су водили свештеник и рабин. Имају једну ћерку. У априлу 2025. преселили су се у Пенсилванију како би је тамо одгајали.

## Филмографија

### Филм
| Улоге Дејвида Коренсвета |                  |               |                       |             |
| Година                   | Српски назив     | Изворни назив | Улога                 | Напомена    |
| 2011.                    |                  |               | Тед                   | кратки филм |
| 2018.                    |                  |               | Мајкл Лосон           |             |
| 2019.                    |                  |               | Скот Глен             |             |
| 2022.                    | Како год окренеш |               | Џејк                  |             |
| 2022.                    | Перл             |               | Пројекциониста        |             |
| 2024.                    |                  |               | Макс                  |             |
| 2024.                    | Торнадо 2        |               | Скот                  |             |
| 2025.                    | Супермен         |               | Кларк Кент / Супермен |             |

### Телевизија
| Улоге Дејвида Коренсвета |                         |               |                 |            |
| Година                   | Српски назив            | Изворни назив | Улога           | Напомена   |
| 2014—2018.               |                         |               | Џериведер       | 17 епизода |
| 2015.                    |                         |               | Реџи Шо         | 1 епизода  |
| 2017.                    | Елементарно             |               | Хјустон Спајви  | 1 епизода  |
| 2018.                    |                         |               | Спенсер Бејмур  | 1 епизода  |
| 2018.                    | Кућа од карата          |               | Рид             | 1 епизода  |
| 2019—2020.               | Политичар               |               | Ривер Баркли    | 11 епизода |
| 2020.                    | Холивуд                 |               | Џек Кастељо     | 7 епизода  |
| 2020.                    |                         |               | Ромео           | 1 епизода  |
| 2022.                    | Ми поседујемо овај град |               | Дејвид Макдагал | 6 епизода  |
| 2024.                    |                         |               | Алан Дерст      | 4 епизоде  |